# Elastische Faser

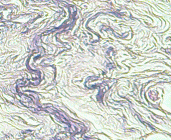
Elastische Fasern in der Milchdrüse, angefärbt mit der Elastika-Färbung nach Weigert. Die elastischen Fasern erscheinen in blau-violetter Farbe

Elastische Fasern sind in der Anatomie ein Bestandteil der extrazellulären Matrix. Sie verleihen dem Gewebe elastische Eigenschaften. 

## Aufbau
Elastische Fasern bestehen aus zwei klar unterscheidbaren Komponenten, einem Elastinkern und den ihn umhüllenden Mikrofibrillen, die aus Fibrillinen und anderen Proteinen wie Fibulin-5 aufgebaut sind. Fibulin-5 vermittelt die Verbindung der elastischen Fasern in der extrazellulären Matrix mit den umgebenden Zellen durch Bindung an Integrine. 
Elastin ist für die namensgebende Eigenschaft der elastischen Fasern verantwortlich. Die einzelnen Elastin-Monomere sind durch kovalente Bindungen über jeweils bis zu 4 Lysin-Seitenketten verbunden und bilden Random Coil-Strukturen, die für die Elastizität der elastischen Fasern eine wichtige Rolle spielen.

## Eigenschaften und Funktion
Die elastischen Fasern besitzen gummiartige Eigenschaften. Neben Elastizität verleihen sie dem Gewebe Mobilität.
Sie können ihre Ausgangslänge durch Dehnung, beispielsweise durch die Kontraktion glatter Muskelzellen, um 150 Prozent verlängern und nehmen nach Wegfall der Kraft wieder ihre Ausgangslänge ein. Die Reißfestigkeit der elastischen Fasern liegt bei etwa 300 N/cm². Der Widerstand steigt mit zunehmender Dehnung.
Kommen elastische Fasern in einem Gewebe zahlreich vor, nehmen diese eine gelbliche Farbe an. Als typisches Beispiel sei das „gelbe Band“ (Ligamentum flavum) genannt, dass zwischen den Wirbeln vorkommt. Die Elastizität der elastischen Fasern nimmt mit zunehmendem Alter ab. Die größte Elastizität der elastischen Fasern liegt bei normaler Körpertemperatur vor. Bei unter 20 °C gehen die elastischen Fasern in eine kristalline, glasartige Struktur über, so dass sie zerbrechlich werden.
Die elastischen Fasern bilden dreidimensionale Netzwerke und haben einen Durchmesser zwischen 0,2 und 5 Mikrometern.

## Vorkommen
Im Jahr 1845 wies Jakob Schroeder van der Kolk im Auswurf von Lungenkranken elastische Fasern nach. Elastische Fasern kommen in vielen Geweben vor. Zahlreich sind sie vor allem dort, wo elastische Eigenschaften eine wichtige Rolle für die Funktion des Organs oder Gewebes spielen. Elastische Fasern kommen zahlreich in der Haut, im elastischen Knorpel, in Gefäßwänden, im Lungengewebe und in den Stimmbändern vor. Die elastischen Fasern werden von embryonalen oder juvenilen Fibroblasten und von glatten Muskelzellen gebildet.

## Histologie
In der Histologie sind die elastischen Fasern nur mit speziellen Färbungen sichtbar. Dazu gehören Orcein, Resorcinfuchsin (Elastika-Färbung nach Weigert) und Aldehydfuchsin.